# Mairie annexe du 14e arrondissement de Paris
La mairie annexe du 14e arrondissement de Paris est un bâtiment qui héberge plusieurs services municipaux du 14e arrondissement de Paris, en France.

## Situation et accès
La mairie annexe du 14e arrondissement est située rue Mouton-Duvernet.

## Historique
Inauguré en 1936, le bâtiment, construit par l'architecte Georges Sebille, est inscrit dans sa totalité au titre des monuments historiques, par arrêté du 9 janvier 2012. 
Il abrite aujourd'hui le Comité d’action sociale et d’animation, la bibliothèque centrale du 14e arrondissement et le Conservatoire municipal Darius Milhaud, des salles de réunion destinées aux associations locales ainsi qu'une vaste salle des fêtes. 
La mairie annexe est construite en 1934 et 1935. Plusieurs artistes ont marqué de leurs œuvres le bâtiment, tels le ferronnier Raymond Subes, le maître-verrier Auguste Labouret ou le sculpteur Raymond Delamarre, auteur de deux bas-reliefs ornant la façade. À l'intérieur, la grande baie de la salle des fêtes est parée d'un vitrail de Louis Barillet et de toiles marouflées dues à Robert Poughéon, Jean Despujols et Fernand Hertenberger. 
La totalité de la mairie annexe est inscrite au titre des monuments historiques par arrêté du 9 janvier 2012.

## Galerie de photographies

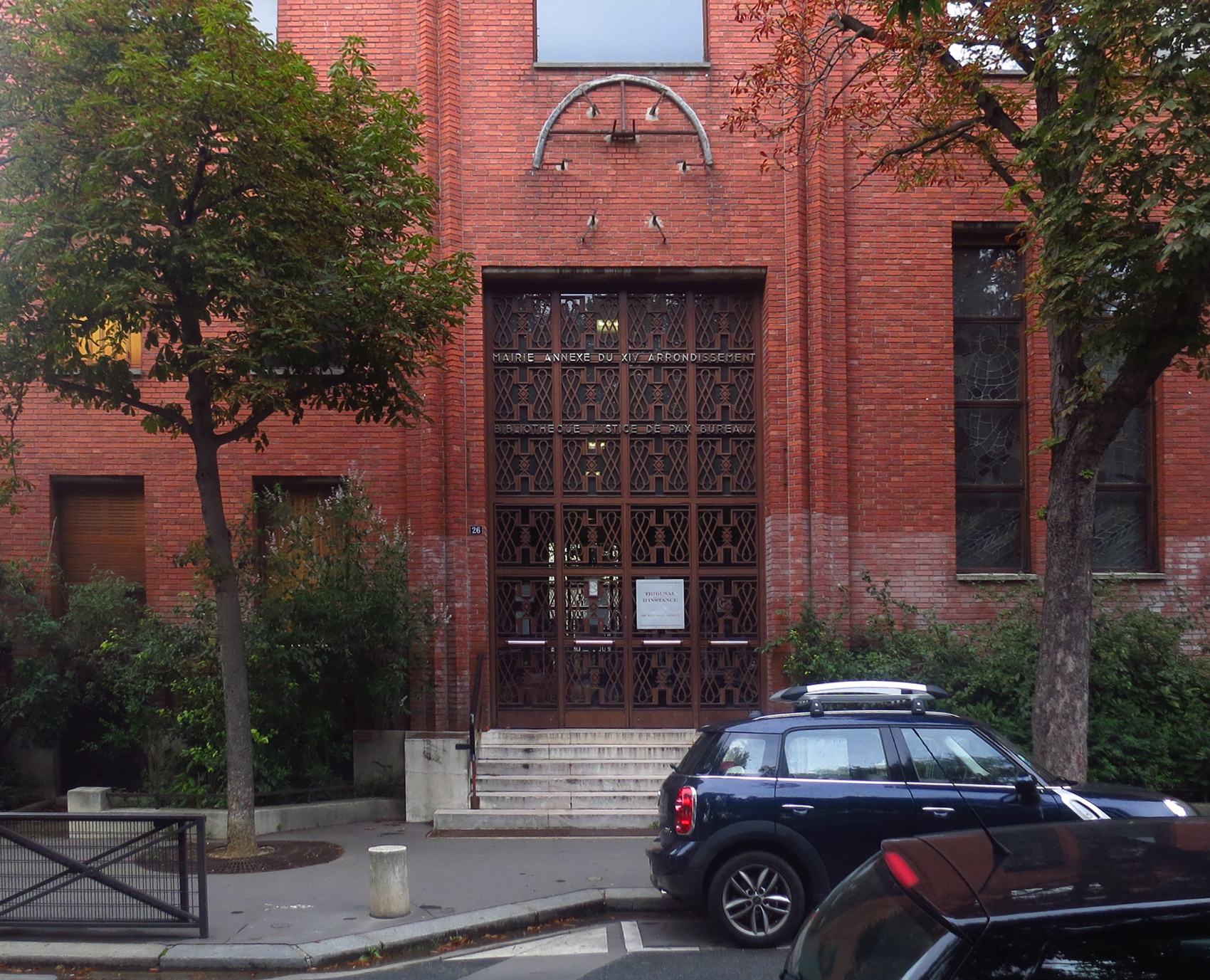
Façade de la mairie annexe.
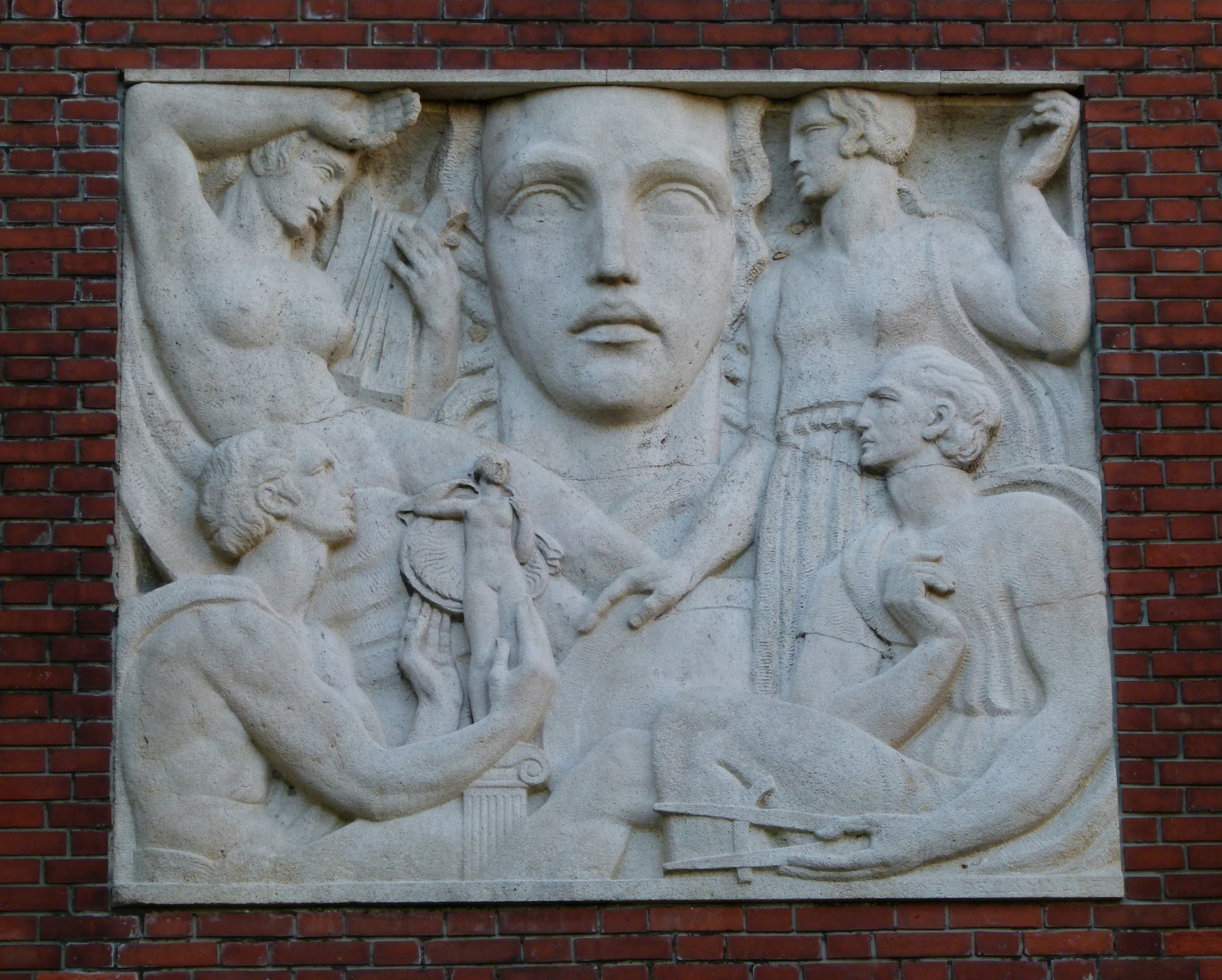
Bas-relief sur la façade.
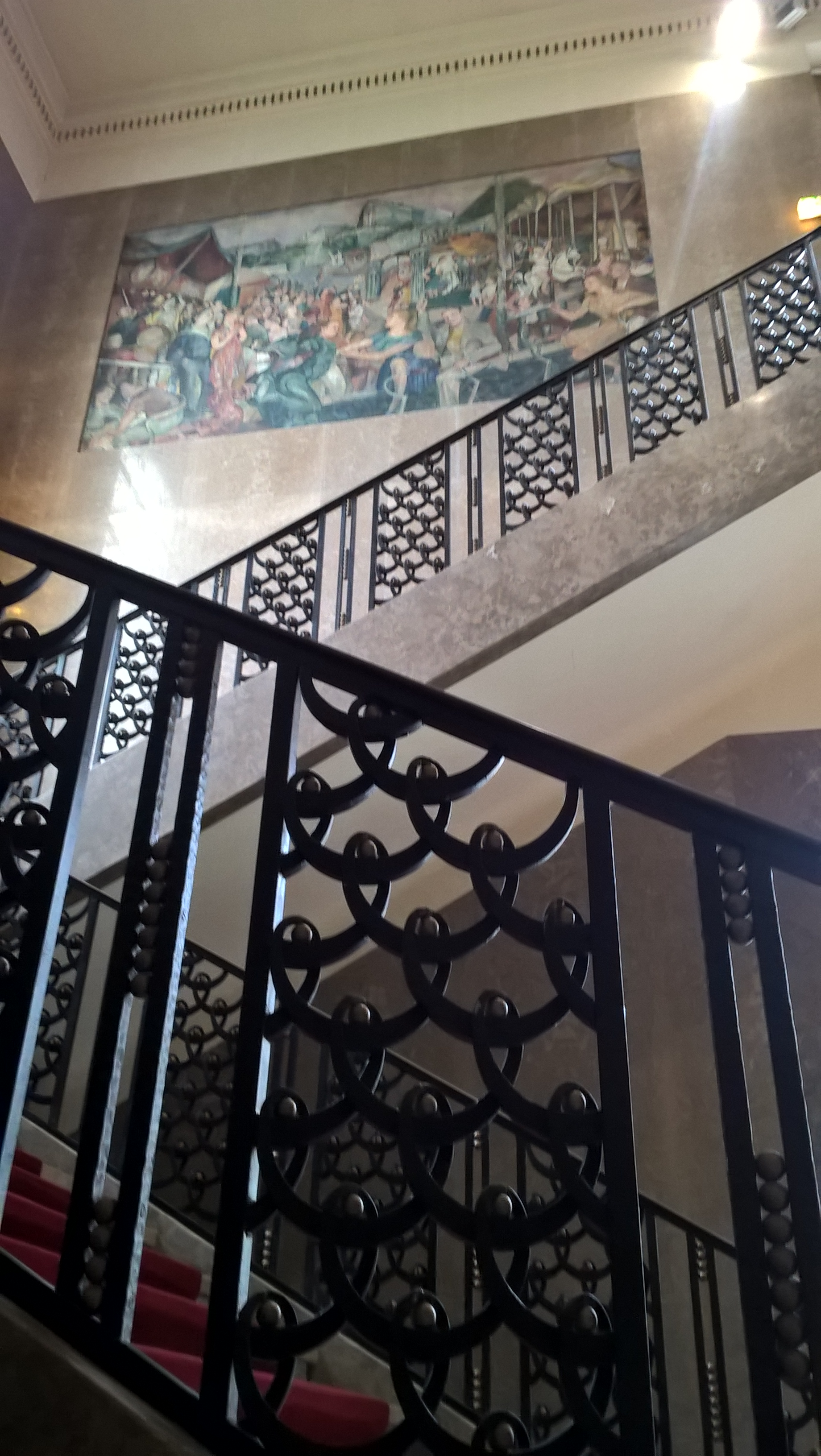
Escalier principal intérieur.